# Getting Up a Practice
Getting Up a Practice è un cortometraggio muto del 1913 diretto da Maurice Costello e da W.V. Ranous (William V. Ranous).

## Produzione
Il film fu prodotto dalla Vitagraph Company of America.

## Distribuzione
Distribuito dalla General Film Company, il film - un cortometraggio a un rullo - uscì nelle sale cinematografiche statunitensi il 27 marzo 1913.